# История экономики Турции
Экономическую историю Турецкой Республики можно разделить на следующие периоды, ознаменовавшиеся серьёзными изменениями в экономической политике:
1. 1923—1929 годы, когда политика развития делала упор на частное накопление;
2. 1929—1945 годы, когда политика развития делала упор на государственное накопление в период глобальных кризисов;
3. 1950—1980 годы, период индустриализации под руководством государства, основанной на импортозамещающем протекционизме;
4. С 1980 года, когда турецкая экономика открылась в результате либерализации торговли товарами, услугами и операций на финансовом рынке.

Однако одна отличительная черта в период 1923—1985 годов, во многом в результате государственной политики, заключалась в том, что отсталая экономика превратилась в сложную экономическую систему, производящую широкий спектр сельскохозяйственной, промышленной продукции и продуктов услуг как для внутреннего, так и для экспортных рынков, в результате чего экономика в среднем на 6 % в год.
С 1820 года в Турции экономический рост и человеческое развитие находятся на среднем уровне (по сравнению с остальным миром), но отличаются более высокими темпами, чем в других развивающихся странах.

## Ранняя Турецкая Республика (1923—1945)

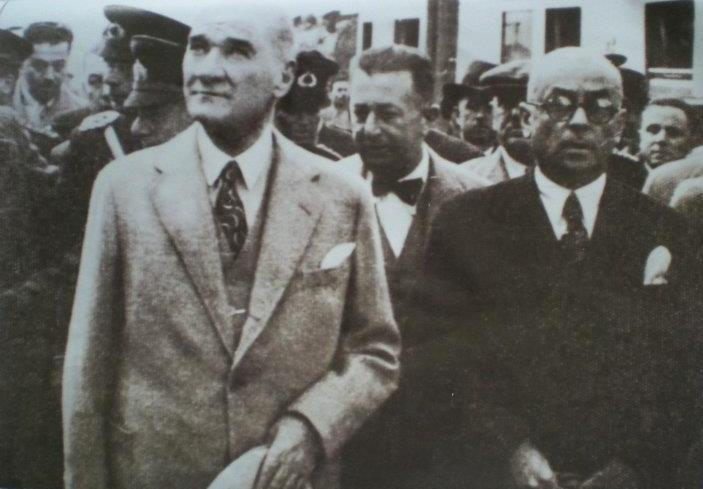
Первый президент Турции Кемаль Ататюрк, премьер-министр Махмуд Джеляль Баяр и министр сельского хозяйства Шюкрю Кая.

На момент распада Османской империи после поражения в Первой мировой войне и последующего рождения республики Турция была экономически отсталой страной: сельское хозяйство страдало от устаревших технологий и некачественного скота, а промышленность была слабой; к тому же, в результате капитуляции ряд отраслей, производящих основные продукты, такие как сахар и мука, оказались под иностранным контролем. Ситуация усугубилась потерей традиционных внешнеторговых партнёров и инвесторов, а также сокращением рынков сырья и сбыта товаров из-за раздела страны. В этот период Турция столкнулась с рядом экономических проблем, включая инфляцию и безработицу.
После создания Турецкой Республики новое правительство взяло на себя обязательство проводить относительно умеренную экономическую политику. Предварительно упор делался на развитие современной национальной промышленности, для чего власти вводили защитные таможенные пошлины и поощряли частные и иностранные инвестиции. В то же время министр экономики Махмут Эсат Бозкурт как представитель «новой турецкой экономики» сформулировал основную экономическую политику турецкого правительства в 1920-е годы, сочетая принципы экономического национализма и либерализма, сочетая государственную и негосударственную экономику. В экономике Турции одновременно сосуществовали и национальный и иностранный капитал, правительство повышало тарифы и ограничивало импорт, защищая национальную промышленность.
Сразу после войны в Турции была полностью пересмотрена концепция развития государства. Через политику «поощрения частной инициативы» в турецкую экономику стал привлекаться иностранный капитал. Первый президент Мустафа Кемаль Ататюрк объявил, что иностранным компаниям и иностранным бизнесменам будет разрешено инвестировать в Турцию в рамках закона 1921 года. На заре Турецкой Республики иностранный капитал играл важную роль в экономической жизни страны: финансы, железные дороги и горнодобывающая промышленность находились под контролем иностранного капитала. В 1927 году банки, контролируемые английским и французским капиталом, доминировали в Турции: на них приходилось около половины производственных кредитов и они даже имели право на выпуск банкнот.
С 1923 по 1926 год сельскохозяйственное производство выросло на 87 %, вернувшись к довоенному уровню. С 1923 по 1929 год промышленность и сфера услуг росли более чем на 9 % в год; однако их доля в экономике в конце десятилетия по прежнему оставалась низкой.
В 1930 году турецкое правительство, стремясь сделать национальную экономику более сильной и независимой, учредило Центральный банк Турецкой Республики, который отвечал за разработку денежно-кредитной политики и регулирование денежной массы. В то же время оно вернуло себе право выпуска векселей и стало выкупать иностранцев турецкие предприятия, а также железные дороги и порты, управляемые иностранным капиталом. Значительно повысилась степень национализации народного хозяйства.
В 1930-х годах турецкое правительство отказалось от относительно умеренной либеральной экономической политики и стало проводить радикальную националистическую экономическую политику, энергично развивая государственный сектор в экономике, подчёркивая принцип приоритета промышленного развития и расширяя государственное вмешательство и инвестиции в промышленное производство, надеясь тем самым ускорить процесса индустриализации. Были созданы государственные предприятия в ключевых отраслях экономики, таких как горнодобывающая промышленность, металлургия и текстильная промышленность. В результате этих усилий, к концу 1940-х годов Турция смогла значительно увеличить своё производство и экспорт, что способствовало росту её экономики.
Главной причиной перехода к националистической экономической политики стала необходиомсть преодоления негативного воздействия Великой депрессии 1929—1933 годов на турецкую экономику. Правительство Турции стало активно вмешиваться в экономическую жизнь страны, чтобы способствовать экономическому восстановлению, следуя доктрине, известной как этатизм. В худшие годы депрессии рост замедлился, но с 1935 по 1939 год вновь ускорился, достигнув 6 % в год. В 1940-х годах экономика находилась в стагнации, во многом потому, что сохранение вооружённого нейтралитета во время Второй мировой войны увеличило военные расходы страны и почти полностью сократило внешнюю торговлю.

## Послевоенный период (1946—1960)
После Второй мировой войны, в 1946 году, Турция перешла к многопартийной системе, что привело к значительным политическим изменениям. Эти изменения, в свою очередь, повлияли на экономическую политику страны. Турция начала интенсивное экономическое развитие. Этот период характеризовался значительным экономическим ростом и индустриализацией.
В этот период Турция активно сотрудничала с международными организациями, такими как Международный валютный фонд и Всемирный банк, что способствовало модернизации турецкой экономики и её интеграции в мировую экономическую систему. В 1950-х годах годах правительство пришедшей к власти Демократическая партия провело ряд экономических реформ, делая упор на либеральную экономическую политику, поощряя частный и иностранный капитал инвестировать в промышленный сектор и учредив Турецкий банк промышленного развития для предоставления кредитов частным предпринимателям, инвестировавшим в промышленность. Были приняты меры по стимулированию частного сектора, развитию промышленности и модернизации сельского хозяйства. Однако, несмотря на эти усилия, Турция столкнулась с рядом проблем. В частности, страна испытывала дефицит внешней торговли и бюджета. Кроме того, были проблемы с инфляцией и безработицей.
В 1954 году турецкое правительство обнародовало Закон об иностранных инвестициях (Закон № 6224), предлагая множество льготных условий иностранным инвесторам и открывая для них внутренний рынок. Учитывая, что инвесторы из США, Западной Германии, Франции и Италии следуют этому примеру, современный промышленный сектор является предпочтительным вложением средств для иностранных инвесторов.
В конце 1950-х годов правительство Турции было вынуждено обратиться за помощью к Международному валютному фонду. В результате была проведена стабилизационная программа, которая включала в себя девальвацию турецкой лиры, сокращение государственных расходов и увеличение налогов.
В целом, период с 1950 по 1960 год был временем значительных изменений в экономике Турции. За этот период количество и размер частных предприятий существенно выросли. По статистике, в 1951 году в Турции насчитывалось 660 частных предприятий с числом занятых более 10 человек, в 1953 году — 1160, в 1960 году — 5300. В то же время среднее число занятых в частном секторе увеличилось с 25 до 33 человек. Но непоследовательность правящей Демократической партии и её ошибки, а также неготовность турецкой национальной буржуазии инвестировать в индустриализацию страны, привели к тяжелейшим последствиям в экономическом состоянии Турецкой Республики.

## Период пятилетних планов (1960—1980)
Провал экономической политики правящей Демократической партии привёл в 1960 году к военному перевороту, в результате которого к власти пришли военные, создавшие Комитет национального единства (КНЕ). Была отменена Конституция 1924 года, избрнный на её основе парламент распущен, политические партии запрещены. В 1961 году была утверждена новая Конституция Турции. Она закрепила решающую роль государства в экономике, расширили демократические свободы, ввела двухпалатный парламент, запретила эксплуатацию религиозных чувств в корыстных целях, усилила роль исполнительной власти и суда.
В 1960-х—1980 годах Турция прошла через период значительных экономических и политических изменений. Этот период в истории страны называют «Второй Турецкой Республикой». В этот период было принято несколько пятилетних планов развития экономики. Эти планы были направлены на стимулирование экономического роста и модернизацию экономики.
После 1950 года страна переживала экономические потрясения примерно раз в десятилетие. Самый серьёзный кризис произошел в конце 1970-х годов. В каждом случае период быстрого роста промышленности, отмеченный резким увеличением импорта, приводил к кризису платёжного баланса. Девальвация турецкой лиры и программы жёсткой экономии, направленные на снижение внутреннего спроса на иностранные товары, были реализованы в соответствии с руководящими принципами Международного валютного фонда. Эти меры обычно приводили к достаточному улучшению состояния внешних счетов страны, что делало возможным возобновление кредитования Турции. Хотя военные перевороты 1960 и 1971 годов были частично вызваны экономическими трудностями, после каждой переворота турецкие власти увеличивали государственные расходы, вызывая перегрев экономики. В отсутствие серьёзных структурных реформ Турция имела хронический дефицит текущего счета, обычно финансируемый за счёт внешних заимствований, из-за чего внешний долг страны рос из десятилетия в десятилетие, достигнув к 1980 году примерно $16,2 млрд, или более четверти годового ВВП. Затраты на обслуживание долга в том году составили 33 % от стоимости экспорта товаров и услуг.
С 1960-х годов турецкое правительство приняло ряд позитивных мер, включая налоговые льготы для частных предпринимателей в развивающихся отраслях, инвестиции и льготные тарифы на импортируемое оборудование, импортные промышленные тарифы и предоставление частным компаниям кредитов под низкие проценты, чтобы стимулировать развитие частного сектора. В результате этих мер приватизированные и частные предприятия ускорили темпы развития, производство частных предприятий стремительно росло, промышленная структура частного сектора также менялась. В конституции 1961 года провозглашалось совместное развитие частного и государственного секторов, органическое сочетание рыночной и плановой экономики, ведущее положение государства в финансовой сфере. Инвестиции в государственную экономику в основном были сосредоточены в крупных капиталоёмких и технологичных предприятиях, таких как инфраструктурное строительство, металлургия и химическая промышленность. Инвестиционный сектор частной экономики — это в основном малые и средние предприятия, производящие товары повседневного спроса, такие как продукты питания и текстильные изделия.
В этот период долгое время сосуществовала смешанная экономическая структура государственных организаций и частного бизнеса, при этом государственные и частные предприятия были разделены поровну. Государственные компании были немногочисленны, но велики по масштабам, в то время как количество предприятий, принадлежавших частным лицам, было огромно, но их масштабы были невелики. Предприятия, находящиеся в государственной собственности, имели преимущества в капитале, технологиях и масштабах производства, а частные предприятия были более эффективны и конкурентоспособнее, чем государственные. Коэффициент затрат и выпуска в государственном секторе был ниже, чем в частном. Размеры государственных компаний и их доля в общей стоимости промышленной продукции имели тенденцию к постепенному снижению, тогда как размеры частных предприятий и их доля в общей стоимости промышленной продукции имели тенденцию к увеличению. Тем не менее, государственный сектор долгое время доминировал в промышленном производстве Турции.
К концу 1970-х годов экономика Турции, возможно, достигла худшего кризиса со времен падения Османской империи. Турецкие власти не смогли принять достаточные меры, чтобы приспособиться к последствиям резкого роста мировых цен на нефть в 1970-х годах, и были вынуждены финансировать образовавшийся дефицит за счёт краткосрочных иностранных кредитов. К 1979 году инфляция достигла трёхзначного уровня, безработица выросла примерно до 15 %, промышленность использовала лишь половину своих мощностей, а правительство было не в состоянии выплатить даже проценты по внешним займам. Стало ясно, что необходимо внести серьёзные изменения в подход властей к импортозамещению и развитию, но многие наблюдатели сомневались в способности турецких политиков провести необходимые реформы.

## Период либерализации и реформ (1980-е—1990-е)
В 1980-х годах Турция начала период экономической либерализации, отказавшись от модели промышленного развития, ориентированной на импортозамещение, и сделав ставку на экспортно-ориентированную экономическую модель. Была сформулирована новая стратегия экономического развития, в рамках которой турецкое правительство поощряло частные инвестиции, расширяло рыночную экономику, учредило зону свободной торговли и подчеркнуло важность конкурентоспособность на международном рынке в контексте глобализации. Этот процесс был запущен в ответ на экономические трудности, с которыми столкнулась страна в 1970-х годах. Экономическая либерализация началась с принятия программы структурного преобразования, которая была направлена на снижение роли государства в экономике и стимулирование частного сектора. В рамках этой программы были проведены реформы в области налогообложения, таможенного регулирования и банковского сектора.
В январе 1980 года правительство Демиреля объявило о новой программе экономических реформ, отказавшись от стратегии индустриализации с целью внутреннего импортозамещения, сокращения прямого государственного вмешательства, снижения импортных тарифов, реализации либерализованной экономической политики и разработки экспортно-ориентированной и рыночно-ориентированной экономической стратегии, что стало поворотным моментом в истории экономического развития Турции. В сентябре того же года глава генерального штаба генерал Кенан Эврен совершил переворот, в результате которого власть перешла к Совету национальной безопасности.
Было сформировано новое правительство во главе с командующим ВМФ Турции Бюлентом Улусу, а заместителем премьер-министра по экономическим вопросам стал Тургут Озал, который до этого работал в МБРР, а затем был экономическим советником премьер-министра Демиреля. Через год после военного переворота план экономического восстановления Озала был первоначально реализован, и уровень инфляции упал со 140 % до 35 %. Бюджетные доходы и расходы правительства постепенно стали сбалансированными.
Стратегия Озала заключалась в замене политики импортозамещения политикой поощрения экспорта, которая должна была дать Турции шанс вырваться из послевоенной модели чередования периодов быстрого роста и дефляции. Правительство рассчитывало, что благодаря этой стратегии Турция сможет добиться в долгосрочной перспективе экономического роста за счёт экспорта. Для этого был разработан комплексный пакет мер: девальвация турецкой лиры и установления гибких обменных курсов, поддержания положительных реальных процентных ставок и жёсткого контроля над денежной массой и кредитом, отмена большинства субсидий и либерализация ценовой политик государственных предприятий, реформирование налоговой системы и поощрение иностранных инвестиций. В июле 1982 года, когда Озал покинул свой пост, многие из его реформ были приостановлены. Однако начиная с ноября 1983 года, когда он снова стал премьер-министром, он смог продолжить программу либерализации.
Стратегической целью нового правительства стало интеграция Турции в мировую экономику при поддержке крупного бизнеса и дать турецким компаниям возможность продвигать свои товары и услуги по всему миру. Месяц спустя после переворота в лондонском International Banking Review было написано: «Явное чувство надежды среди международных банкиров, что турецкий военный переворот может открыть путь для большей политической стабильности как необходимой предпосылки для оживления турецкой экономики». В ходе 1980—1983 годов курс иностранных валют оставался свободным. Поощрялись иностранные инвестиции. Осуществлялось содействие государственным компаниям в образовании совместных предприятий с иностранными компаниями. До переворота правительственный уровень вмешательства в экономику составлял 85 %, это породило снижение относительной важности государственного сектора экономики. Вскоре после переворота Турция оживила проект строительства дамбы Ататюрка и план развития Юго-Восточной Анатолии. Отдельные проекты превратились в многоуровневую программу устойчивого социального и экономического развития региона с населением в 9 млн человек. Закрытая прежде экономика, обеспечивающая только нужды страны, получила толчок для энергичного повышения экспорта.
После того, как Озал стал премьер-министром в 1983 году он принимал меры по уменьшению торгового и бюджетного дефицита, пытался обуздать инфляцию, для чего активизировал реализацию новой экономической политики, девальвировал валюту, повысил процентные ставки, заморозил заработную плату, поощрял частные и иностранные инвестиции, а также экспорт, ослабляя внешнеторговые и валютные ограничения, а также повышая экспортную конкурентоспособность турецкой экономики. Одновременно правительство было намерено преобразовать государственные предприятия и способствовать их приватизации. С 1984 года была отменена политика преференций и субсидий, которой пользовались государственные предприятия, ввело честную конкуренцию между государственными и частными компании, начало продажу ценных бумаг и акций частным лицам, отменило ограничения на частные инвестиции.
Программа либерализации преодолела кризис платёжного баланса, восстановила способность Турции заимствовать на международных рынках капитала и привела к возобновлению экономического роста. Экспорт товаров вырос с 2,3 млрд долларов США в 1979 году до 8,3 млрд долларов США в 1985 году. Импорт за тот же период так же вырос — с 4,8 млрд долларов США до 11,2 млрд долларов США — но всё же рост медленнее чем экспорт, благодаря чему пропорционально сокращался торговый дефицит, хотя дефицит со временем стабилизировался на уровне около 2,5 млрд долларов США. Несмотря на скачок процентных выплат с 200 миллионов долларов США в 1979 году до 1,4 миллиарда долларов США в 1985 году, в этот период сформировался профицит платёжного баланса. Основными причинами такого улучшения были рост поступлений от туризма и платы за транзит нефти из Ирака через трубопроводы. Стабилизация текущего счёта помогла восстановить кредитоспособность на международных рынках капитала. Иностранные инвестиции, которые в 1970-е годы были незначительными, теперь начали расти, хотя в середине 1980-х годов они оставались скромными. Кроме того, Турция могла брать займы на международном рынке, тогда как в конце 1970-х годов она могла обращаться за помощью только к МВФ и другим официальным кредиторам.
Новая экономическая политика, реализованная в 1980-х годах, ускорила развитие турецкой экономики. Годовые темпы роста ВВП составляли 3,3 % в 1983 году, 5,1 % в 1985 и 7,5 % в 1987 году. В 1990-х годах темпы экономического развития в 1990-е годы, за исключением 1991 года, в целом превышали 1980-е годы. В 1990 году годовой рост ВВП составил 9,4 %, в 1991 году — 0,3 %, в 1992 году — 6,4 %, в 1993 году — 8,1 %, в 1994 году — 6,1 %, в 1995 году — 8 %, в 1996 году — 7,1 %, в 1997 году — 8 %.
Реализация новой экономической политики привела к быстрому увеличению внешней торговли, при этом структура экспорта претерпела существенные изменения; объём экспорта промышленной продукции быстро рос, что представляло собой заметное явление в быстром развитии экспортно-ориентированной экономики в 1990-е годы. В 1990 году общий объём экспорта Турции увеличился до 13 млрд долларов США, при этом доля сельскохозяйственной продукции в общем объёме экспорта упала до 25,5 %, а доля промышленной продукции выросла до 67,9 %. В 1997 году общий объём турецкого экспорта достиг 26,2 млрд долларов США, из которых сельскохозяйственная продукция составляла лишь 20,8 % от общего объёма экспорта, а на промышленную продукцию приходилось уже 74,9 % от общего объёма экспорта.
В результате реформ Турция достигла значительного экономического роста, хотя во многом он был связан с низким предыдущим уровнем. ВВП оставался ниже, чем у большинства ближневосточных и европейских стран. Однако экономический рост был сопряжён с высоким уровнем инфляции. Власти приняли ряд мер для борьбы с инфляцией, включая ужесточение монетарной политики и проведение структурных реформ. Реформы породили такие непредсказуемые результаты как замораживание заработной платы, существенное уменьшение общественного сектора, политику дефляции и несколько успешных небольших девальваций.

## Экономический кризис 1994 года
Экономика Турции пострадала от войны в Персидском заливе 1991 года. Санкции ООН в отношении Ирака привели к прекращению экспорта иракской нефти по трубопроводу Киркук—Юмурталык, что привело к потере платы за транзит. Кроме того, экономика страны потеряла до 3 млрд долларов США из-за сокращения торговли с Ираком. Однако Саудовская Аравия, Кувейт и Объединённые Арабские Эмираты (ОАЭ) частично компенсировали Турции эти потери, и к 1992 году экономика снова начала быстро расти.
Впечатляющие экономические показатели Турции в 1980-х годах завоевали высокую оценку рейтинговых агентств, что позволило турецкому правительству в 1992 и 1993 годах покрывать дефицит бюджета за счёт внешних заимствований. За этот период Турция разместила на международных финансовых рынках облигаций на 7,5 млрд долларов США. Эти потоки капитала способствовали поддержанию завышенного обменного курса. В обычных условиях высокий уровень государственных заимствований должен был привести к повышению внутренних процентных ставок и даже, возможно, «вытеснению» заёмщиков частного сектора, тем самым в конечном итоге замедляя экономический рост. Но внешние заимствования правительства ослабили давление на внутренние процентные ставки и фактически стимулировали рост заимствований частного сектора в и без того перегретой экономике. Коммерческие банки Турции брали займы по мировым процентным ставкам и выдавали кредиты по более высоким внутренним ставкам, не опасаясь обесценивания валюты. В результате внешний краткосрочный долг Турции резко вырос. Внешняя и внутренняя уверенность в способности правительства справиться с надвигающимся кризисом платёжного баланса ослабла, что усугубило экономические трудности.
Разногласия между премьер-министром Тансу Чиллер (1993—1996) и главой Центрального банка в 1993 году ещё больше подорвали доверие к правительству. Премьер-министр настаивал на монетизации бюджетного дефицита (продаже государственных долговых инструментов Центральному банку), в то время как Центральный банк предлагал финансировать дефицит за выпуска государственных ценных бумаг. В августе 1993 года управляющий Центрального банка подал в отставку. В январе 1994 года международные кредитные агентства понизили рейтинг долга Турции до уровня ниже инвестиционного. Вскоре в отставку подал новый управляющий Центробанка.
Растущая обеспокоенность по поводу беспорядка в экономической политике отразилась в ускоренной «долларизации» экономики, жители Турции для защиты своих инвестиций стали активно открывать депозиты в иностранной валюте. К концу 1994 года около 50 % общей депозитной базы приходилось на депозиты в иностранной валюте, по сравнению с 1 % в 1993 году. Понижение рейтинг и отсутствие доверия к обещаниям правительства по дефициту бюджета 14 % ВВП в 1994 году вызвали крупномасштабное бегство капитала и обвал обменного курса. Чтобы остановить падение турецкой лиры правительству распродавать свои валютные резервы. В результате резервы упали с 6,3 млрд долларов США в конце 1993 года до 3 млрд долларов США к концу марта 1994 года. После местных выборов в марте 1994 года курс лиры к доллару США упал на 47 % по сравнению с концом 1993 года.
Пакет мер, объявленный правительством 5 апреля 1994 года, включал резкое повышение цен на транспортные, коммуникационные и энергетические услуги для населения, сокращение бюджетных расходов, повышение налогов и ускорение приватизации. Некоторые наблюдатели поставили под сомнение достоверность этих мер, учитывая, что налоговые меры привели к увеличению доходов, эквивалентному 4 % ВВП, а сокращение расходов было эквивалентно 6 % ВВП.
Во втором квартале 1994 года правительству удалось добиться небольшого профицита бюджета, в основном за счет повышения налогов, после дефицита в 17 % ВВП в первом квартале. Однако замедление государственных расходов, резкая потеря деловой уверенности и, как следствие, снижение экономической активности привели к сокращению налоговых поступлений. Финансовый кризис привёл к снижению реального ВВП на 5 % в 1994 году после быстрого роста экономики в 1992 и 1993 годах. Реальная заработная плата также упала в 1994 году: средний рост номинальной заработной платы на 65 % оказался примерно на 20 % ниже уровня инфляции.
Аналитики отметили, что, несмотря на хрупкость процесса макроэкономической корректировки и чувствительность налогово-бюджетной политики к политическому давлению, правительство продолжает подвергаться рыночным сдержкам и противовесам. Ожидалось, что в сочетании с более сильным частным сектором, особенно в экспортной сфере, экономика вернётся к модели более быстрого роста.
Мете Феридун из Школы бизнеса Гринвичского университета в своём комплексном исследовании, опубликованном в 2008 году в Journal of Developing Economies, приводит статистические данные о том, что валютные кризисы в Турции в этот период связаны с глобальными условиями ликвидности, бюджетными дисбалансами, оттоком капитала и слабостью банковского сектора. Более позднее исследование Феридуна, опубликованное в 2009 году в журнале Emerging Markets Finance and Trade, исследует гипотезу о том, что существует причинно-следственная связь между спекулятивным давлением и завышением реального обменного курса, хрупкостью банковского сектора и уровнем международных резервов в Турции, проливая больше света. об экономической истории Турции 1990-х годов.

## Последствия экономического роста
Рост населения, индустриализация и урбанизация Турции привели к соответствующим изменениям в социальной структуре, сформировав новые социальные классы. С одной стороны, постепенно появились современные промышленные рабочие, которые стали важной социальной силой; с другой стороны, трущобы, в которых живут сельские мигранты, с каждым годом расширяются, а количество городской бедноты резко увеличивается. 1950-е годы были самым быстрым этапом урбанизации, но и в 1980-е годы количество проживающих в городах людей и доля городского населения, так же как и количество трущоб вокруг городов, демонстрировали значительную тенденцию к росту. С расширением трущоб вокруг городов и быстрым ростом городской бедноты противостояние между богатыми и бедными в городском обществе становится всё более заметным, а крах традиционного порядка привёл к состоянию беспомощности и серьёзности. Безработица среди низших классов перемещается из сельских районов в городские, создавая почву для роста радикальных настроений.
Последствиями новой экономической политики 1980-х—1990-х годов стали резкие колебания в экономической сфере, в частности, высокая инфляция. Если в начале 1980-х уровень инфляции был ниже 40 %, то в 1987 году он вырос до 70 %, а в 1992 году превысила 120,1 %. Все это привело к усилению поляризации между богатыми и бедными. В 1987 году на 20 % богатых турок приходилось 49,8 % национального дохода, то через 7 лет, в 1994 году, доход 20 % богатых превысил 50 %. Всё это оказывало широкомасштабное социальное влияние и глубокое политическое влияние. Именно на этом фоне на политической арене Турции начинает появляться исламизм.

## Экономика Турции в XXI веке
В XXI веке экономика Турции процветала благодаря длительному периоду устойчивого экономического роста, значительно превышающего средний показатель 1990-х годов, в результате чего стала одной из самых быстрорастущих стран в мире с мощной промышленной базой, вызванной экономическим бумом 2000-х годов. Даже во время мирового финансового кризиса 2008 года экономическая ситуация в Турции была относительно благополучной. Турецкое правительство разработало ряд макроэкономических мер в соответствии с новым экономическим планом и сотрудничало с Международным валютным фондом, что привело к некоторым положительным эффектам, включая снижение уровня безработицы, повышение уровня образования и увеличение продолжительности жизни. В результате рост реального ВВП сделал Турцию одной из самых быстрорастущих стран в 2000-х годах. Геополитическая стратегия и география Турции чрезвычайно важны, поскольку она является перекрёстком, соединяющим Европу, Азию и Ближнего Востока, что сделало её стратегическим центром  мировой торговли и инвестиций, но также и уязвимой мишенью для экономических потрясений. Турция является одним из основателей Организации экономического сотрудничества и развития, членом «Большой двадцатки» и НАТО, а также кандидатом на вступление в Европейский союз.
С начала 2000-х годов Турция пережила период высокого экономического роста, составлявшего в среднем 5,4 % в год до 2018 года. Этот рост был во многом обусловлен серией структурных реформ, инициированных правительством Эрдогана, включая приватизацию государственных предприятий, дерегулирование ключевых секторов, а также улучшения в налогово-бюджетной и денежно-кредитной политике. Эти реформы также помогли снизить инфляцию с двузначных до однозначных цифр и увеличить прямые иностранные инвестиции в страну.
Экономика Турции претерпела значительную структурную трансформацию: доля сельского хозяйства снизилась с 27 % до 8 % ВВП, а доля промышленности и услуг увеличилась до 31 % и 61 % соответственно. Страна стала крупным экспортёром автомобилей, текстиля и электроники, а индустрия туризма также внесла значительный вклад в ВВП. Однако зависимость от нескольких ключевых отраслей сделала экономику уязвимой для внешних шоков, как это видно на примере последствий попытки военного переворота 2016 года и пандемии COVID-19.
Инфляция является постоянной проблемой для турецкой экономики: за последние два десятилетия её уровень колебался от 6 % до 25 %. Обесценивание турецкой лиры стало основным фактором, способствующим инфляции, своё влияние оказали также внешние факторы, такие как колебания цен на нефть и напряжённость вмировой торговле. Лира значительно обесценилась по отношению к основным валютам, что привело к росту внешнего долга и снижению покупательной способности турецких граждан.

## Текущее состояние и будущее экономики
В течение 2010-х—2020-х годов Турция продолжала демонстрировать устойчивый экономический рост. Продуманные макроэкономические стратегии, взвешенная фискальная и монетарная политика, структурные реформы, проводимые на протяжении всего этого десятилетия, привели к высоким темпам роста и повышению доверия к турецкой экономике.
Турция располагает обширным внутренним рынком, конкурентоспособным и динамичным частным сектором, высокоразвитой технологической инфраструктурой в транспортном, телекоммуникационном и энергетическом секторах.
В 2020 году, несмотря на вызовы, связанные с пандемией COVID-19, экономика Турции выросла на 1,8 %, став одной из немногих в мире стран, которым удалось избежать спада на фоне пандемии..
Организация экономического сотрудничества и развития (ОЭСР) прогнозирует, что экономика Турции вырастет на 3,6 % в 2023 году. Это выше среднемирового показателя в 2,7 %, что ставит Турцию в четвёрку стран-лидеров по экономическому росту.
Турция продолжает укреплять свою экономику, активно развивая промышленность и сектор услуг. Страна стремится к диверсификации своей экономики и увеличению доли высокотехнологичных отраслей